# ボニー・ピエス
ボニー・ピエス（英: Bonnie Piesse、1983年8月10日 - ）は、オーストラリアの女優、歌手。

## 来歴
14歳の時、オーストラリアの子供向けテレビ・ドラマ『High Flyers』のオーディションで選ばれ、女優としてのキャリアがスタートした。その後も『Blue Heelers』、『Stingers』、『Horace and Tina』及び『Last Man Standing』など、同国のテレビ・ドラマに出演する。
『スター・ウォーズ エピソード2 / クローンの攻撃』及び『スター・ウォーズ エピソード3 / シスの復讐』で、主人公の伯母ベルー・ラーズ役に抜擢され、拠点をロサンゼルスに移す。ロサンゼルスでは、シンガーソングライターとしての活動も開始し、2011年にはデビュー・アルバム『The Deep End』をリリースした。一方で、2007年からカルト集団NXIVMに関わり、そこで伴侶となるMark Vicenteとも出会う。
その後、10年に及ぶNXIVMでの体験並びに脱出譚を、NXIVMの実態を暴くドキュメンタリー『The Vow』に出演し語った。テレビ・ドラマ『オビ＝ワン・ケノービ』の監督をすることになったデボラ・チョウからベルー・ラーズ役のオファーを受けて、ハリウッドに復帰することとなった。音楽活動も再開し、2019年に4曲組EP『Found』を発表した。

## 脚註

### 註釈
1. 1 2  Mark Vicenteは、南アフリカの映画製作者[8]。
2. ↑  NXIVMの首謀者キース・ラニエールに対し、2020年にニューヨーク州ブルックリン連邦地方裁判所は、禁錮120年の判決を下した[11]。